# Vuorelankulma
Vuorelankulma est un bâtiment situé dans le quartier Kotkansaari de Kotka en Finlande.

## Présentation
Le bâtiment résidentiel et commercial conçu par Kaarlo Könönen pour la Société immobilière Wuorela, et construit en 1927.
L'imposant bâtiment à donné son nom à la rue qui le longe.
L'association Kotkan valokuvakeskus yhdistys ry était un centre de photographie régional qui a y fonctionné entre 2005 et 2018.